# Ʌ̄
Cette page contient des caractères spéciaux ou non latins. S’ils s’affichent mal (▯, ?, etc.), consultez la page d’aide Unicode.
Ʌ̄ (minuscule ʌ̄), appelé V culbuté macron, est une lettre additionnelle qui est utilisée dans l’écriture du dan de l’Est en Côte d’Ivoire. Il est composé d’un V culbuté diacrité d’un macron.

## Représentation informatique
Le V culbuté macron peut être représenté avec les caractères Unicode suivants :
| formes    | représentations | chaînes de caractères | points de code | descriptions                                         |
| --------- | --------------- | --------------------- | -------------- | ---------------------------------------------------- |
| capitale  | Ʌ̄               | Ʌ◌̄                    | U+0245 U+0304  | lettre majuscule latine v culbuté diacritique macron |
| minuscule | ʌ̄               | ʌ◌̄                    | U+028C U+0304  | lettre minuscule latine v culbuté diacritique macron |

## Sources
- Gué Nestor, Kpan Joséphine, Vydrin Valentin et Zeh Emmanuel, Syllabaire dan de l’Est Livre d’enseignants, Man – Abidjan, Pȁbhɛ̄nbhȁbhɛ̏n - EDILIS, 2020 (ISBN 978-2-8091-0147-8, lire en ligne)